# Đại hội Đảng Cộng sản Nga (Bolshevik) lần thứ XII
Đại hội Đảng lần thứ 12 Đảng Cộng sản Nga (Bolsheviks) được tổ chức trong thời gian từ ngày 17 - 25/4/1923 tại Moskva. Đại hội đã bầu Ban Chấp hành Trung ương khóa 12. Đại hội có sự tham gia của 408 đại biểu chính thức và 417 đại biểu dự khuyết, đại diện cho 386,000 đảng viên. Đây là đại hội cuối cùng của Đảng Cộng sản Nga (Bolshevik) dưới thời lãnh đạo của Vladimir Lenin, mặc dù Lenin không thể tham dự do bị bệnh.

## Chương trình nghị sự
- Báo cáo chính trị của Trung ương Đảng (Grigory Zinoviev)
- Báo cáo tổ chức của Trung ương Đảng (Joseph Stalin)
- Báo cáo của Ủy ban kiểm tra Trung ương (Viktor Nogin)
- Báo cáo của Ủy ban Kiểm toán Trung ương (Matvei Shkiriatov)
- Báo cáo về đại diện của Nga trong Ban Chấp hành Quốc tế Cộng sản (Nikolay Bukharin)
- Về công nghiệp (Leon Trotsky)
- Các vấn đề quốc gia (dân tộc) trong phát triển đảng và nhà nước (Joseph Stalin)
- Chính sách thuế ở khu vực nông thôn (Lev Kamenev, Mikhail Kalinin, Grigory Sokolnikov)
- Về việc thành lập các quận (raions) (Alexey Rykov)
- Bầu cử các cơ quan Trung ương của Đảng

## Tóm tắt
Phần lớn Đại hội này được tổ chức với cuộc đấu tranh của Joseph Stalin chống lại những người Bolsheviks Gruzia. Stalin lãnh đạo Đại hội với Grigoriy Ordzhonikidze và Mamia Orakhelashvili, dịch chuyển chống lại những người Bolsheviks cũ là Budu Mdivani và Filipp Makharadze. Stalin đã buộc tội sau đây:
- "Vi phạm kỷ luật đảng", cụ thể là liên hệ trực tiếp với Lenin không thông qua các kênh của đảng
- "Không tuân theo các quyết định của Trung ương Đảng Cộng sản Nga"
- "Yêu cầu nhượng bộ kinh tế đặc biệt cho Gruzia"
- "Chủ nghĩa sô vanh địa phương" và "chủ nghĩa đế quốc" khi họ bị buộc tội đàn áp các quốc gia nhỏ hơn như người Ossetia và người Abkhazia
- "Mong muốn có được vị trí đặc quyền cho người Gruzia"

Ordzhonikidze đã đi xa hơn:
- Hợp tác với Menshevik trong 1918-1920
- Giữ chân kẻ thù giai cấp (địa chủ) trong Đảng Cộng sản Gruzia
- Trao ân xá chính trị cho Menshevik
- Cũng như "chủ nghĩa cánh tả" và "chủ nghĩa phiêu lưu"

## Kết quả
Mirsäyet Soltanğäliev đã tham dự Đại hội này, nhưng ông đã bị tấn công ngay sau đó trên tờ Tartar Eshche và bị bắt trong tháng 5 năm 1923. Ông đã bị Stalin lên án tại Hội nghị lần thứ tư Ban Chấp hành Trung ương Đảng Cộng sản Nga với người lao động của các nước cộng hòa quốc gia khu vực, tổ chức 9-12/6/1923.
Tại Đại hội này, Đảng đã xác định lại các vấn đề của chủ nghĩa dân tộc xác định chủ nghĩa sô vanh địa phương là vấn đề chính chứ không phải là chủ nghĩa sô vanh Đại Nga. Đại hội là sự khởi đầu của cái gọi là chính sách của Korenizatsiya. Ý tưởng chính là phát triển cán bộ dân tộc cho mọi dân tộc để phạm vi đảng có thể được mở rộng ở khắp mọi nơi bởi các đại diện của dân tộc địa phương và giai cấp vô sản quốc gia có thể được tăng lên chống lại những kẻ bóc lột của chính họ.